# The Longest Yard (película de 2005)
The Longest Yard (titulada Golpe bajo: el juego final en Hispanoamérica y El clan de los rompehuesos en España) es una película de Estados Unidos, dirigida por Peter Segal en 2005 basada en la película homónima de 1974.

## Argumento
El antiguo quarterback de fútbol americano Paul Crewe (Adam Sandler) ha sido expulsado de por vida de la NFL, debido a que erró el conteo para indicar la última jugada deliberadamente al final de un juego para que su equipo pierda.
Mientras se celebra una fiesta en su casa a cargo de su novia Lena (Courteney Cox), el mismo Paul decide encerrar a su novia en su armario y robar su auto, un Bentley Continental GT, pero este bajo los efectos del alcohol, desata una persecución policial tras la cual decide entregarse no sin antes crear un completo caos vial con los autos de los policías, finalmente es arrestado y enviado a prisión, no sin antes destruir el Bentley de su novia frente a todas las cámaras de los noticieros.
Dentro de la correccional Paul empieza a tener problemas con el jefe de guardias, el capitán Knauer (William Fichtner) quien trata de intimidarlo para que no participe en nada que tenga que ver con el fútbol americano ya que el alcaide de la prisión le pedirá que coopere con eso. Paul conoce a Caretaker (Chris Rock), quien rápidamente se hace amigo de Paul, no sin antes decirle las reglas principales de la prisión, Paul desata una pelea en el comedor del correccional (para que los demás internos se dieran cuenta de que Paul no sería fácil de intimidar, ya que muchos reclusos lo odiaban por el fraude que hizo en el marcador), Paul después del alboroto en el comedor tiene un breve encuentro con el capitán Knauer quien decide encerrarlo una semana en "La Caja", debido a que lo ofendió delante de los internos y se defendió de un golpe que este le iba a propinar con su tolete. El alcaide de la prisión de Allenville, Warden Hazen (James Cromwell) le ordena una peculiar misión en su proceso de reforma para así poder cumplir su antigua sentencia de 3 años, ya que ahora se le habían añadido otros años más, por haber insultado a Knauer, el alcalde le ordena crear un equipo de fútbol americano con los presos para que los guardias puedan vencerlos y así aumentar la moral de estos ya que a estos les programaron al campeón de la liga como juego inicial. Crewe recluta a convictos para formar su equipo ya que tiene 4 semanas para ponerlos en forma, para su suerte los pocos que responden a su llamado no poseen muchas aptitudes físicas para dicho deporte, hasta que gracias a la idea de Nate Scarborough, (Burt Reynolds) un interno del bloque D decide ayudarlos, ya que quiere vengarse de los guardias, quien también tiene la idea de revisar los archivos de los convictos para reclutar a los reos más violentos y así armar un grupo más eficiente y a la vez más diabólico. Crewe recluta varios prisioneros que cuentan con gran fuerza física, pero aun así les hace falta velocidad por lo cual Caretaker decide llevar a Crewe para que pueda reclutar a los prisioneros que cuentan con una mayor velocidad en toda la prisión, los afroamericanos. Crewe no es bien recibido por el líder de estos, Deacon Moss (Michael Irvin), quien le dice que es mejor golpearlo por haber venido a jugar y ser nuevamente traicionado, como lo hizo con sus anteriores compañeros. Crewe reta a Deacon a un juego de baloncesto, si Crewe gana, Deacon y sus hombres se unirán al equipo, pero si Deacon obtiene la victoria Crewe los dejará tranquilos, una vez empezado el juego Deacon juega suciamente golpeando a Crewe de varias maneras, Crewe no decide darse por vencido debido a que el apoyo de los hombres de Deacon sería bastante positivo para el equipo, Crewe después de recibir una brutal golpiza por parte de Deacon obtiene la victoria, pero este último se niega a perder, por lo cual "anota" el último punto y así mismo se proclama como ganador y le ordena que se largue.
Sin embargo, Earl Meggett (Nelly), un afrodescendiente del grupo, decide unirse al equipo de Crewe al ver la manera en como soportó la golpiza de Deacon, el equipo de Crewe ahora cuenta con el mejor corredor de toda la prisión. El reo Unger (David Patrick Kelly) decide espiar las jugadas de Crewe y sus hombres y darle información a los guardias, Unger les dice que el equipo de Crewe cada día se hace más fuerte pero que su mayor amenaza es Meggett, los guardias empiezan a preocuparse por los avances del equipo de Crewe, es cuando deciden intimidar a Meggett en la biblioteca, Deacon junto con Cheeseburger Eddy (Hamburgesa Eddy) (Terry Crews) ven la forma en cómo los guardias humillan a Earl y entonces toman la decisión de aceptar la oferta de Crewe, siempre y cuando, todo lo que diga sea honesto.
El equipo de Crewe con la llegada de Deacon y sus hombres se lanza a su máximo potencial, Unger aún sigue espiando las jugadas de Crewe por lo cual Crewe decide hablar con el alcalde de la prisión para que logre sacar a Unger del campo ya que él y su "nueva familia" le estarían muy agradecidos de hacerlo. Preocupado el alcalde decide arruinarles el campo de entrenamiento 3 días antes del juego llenándolo completamente de agua (para que no puedan estar en forma antes del partido), esto no le importa a los prisioneros quienes deciden "practicar" en el campo estando aún con agua y lodo, Caretaker decide que es hora de comportarse como convictos verdaderos, así que deciden investigar quiénes son los jugadores que cuentan con un historial médico, así como reemplazarle los medicamentos de esteroides por estrógenos al guardia Engleheart (Kevin Nash) que a la larga se verían los resultados de los estrógenos en el guardia. Crewe y Caretaker brindan en sus celdas Caretaker le enseña una foto de su madre, quien le dice que es su más grande admiradora. Crewe en ese momento se da cuenta de que Caretaker ha sido su único y verdadero amigo que ha tenido junto con todos los miembros de su equipo, Caretaker decide preguntarle por qué hizo lo del marcador a lo que Crewe responde que es inocente.
Crewe logra conseguir los vídeos de los juegos anteriores de los guardias para poder estudiar sus movimientos, Unger informa de esto a los guardias quienes le dan una "misión" a Unger, la cual era eliminar a Crewe antes del juego y causarles un golpe bajo a los prisioneros, Caretaker decide ir a la celda de Crewe y dejarle un retrato de este, Caretaker muere a causa de la explosión de una pequeña bomba que Unger había preparado en una radio para Crewe, Crewe solo puede apreciar junto con varios de sus compañeros como Caretaker muere (debido a que Unger había cerrado la reja de la celda para que Crewe no pudiera recibir ayuda), al día siguiente todos deciden darle el último adiós a Caretaker antes de partir al juego.
En los vestuarios del estadio, Crewe alienta a sus hombres diciéndoles que Caretaker los sigue animando desde el Más Allá y que además como último regalo de despedida les había conseguido equipo completo de la marca Reebok (cascos, hombreras, jerséis, Etc.), incluso les había puesto un nombre de batalla: "Mean Machine" (en Latinoamérica Máquina del Mal), el juego empieza pero los reos están más interesados en aplastar a los guardias físicamente que deportivamente, después de unas palabras de Crewe todos deciden jugar como un equipo incluso deciden "jugar" con los guardias pasándose el balón entre ellos mismos como el juego que habían practicado en el fango. Desde ese momento se ven los resultados por parte de los hombres de Crewe y la preocupación del director Warden al ver que los hombres de Crewe están superando a los guardias. Al medio tiempo Warden decide "hablar" con Crewe quien lo convence de vender el juego como lo hizo anteriormente y así no será culpado por la muerte de Caretaker, Paul decide aceptar quien al inicio del segundo tiempo juega pésimamente y deja a sus hombres a su suerte, Deacon y Earl deciden decirle a Crewe que verdaderamente era la basura del que todos hablaban y que verdaderamente Caretaker creyó en él, al igual que todos ellos. Crewe se da cuenta de que verdaderamente los prisioneros especialmente Caretaker creyeron en él, cosa que nadie antes lo había hecho. Crewe decide preguntarle a Skitchy Rivers (Edward Bunker) que si ha válido la pena pasar toda su vida en prisión y en compañía de los compañeros de su equipo, a los cual Skitchy responde que ha válido cada segundo que ha pasado. Crewe decide regresar al campo pero su equipo no está muy contento por la forma de actuar de este, Crewe decide hacer un avance solo con el balón llegando unas cuantas yardas pero logrando un primero y diez en cuarta oportunidad, finalmente el equipo deciden disculparse con Crewe, quien revela por primera vez que verdaderamente vendió aquel juego del cual lo acusaban años atrás, ya que en ese entonces Crewe le debía grandes sumas de dinero a personas peligrosas, pero después de hacer tal cosa en ese momento, se sintió tan miserable de hacerlo que este hubiera preferido que mejor lo mataran en aquel entonces y ahora el alcalde quiere inculparlo de la muerte de Caretaker si no pierden el juego. Pero finalmente Crewe alienta a su equipo diciendo que ahora tendrá más tiempo para conocerlos mejor porque no cometera 2 veces el mismo error en su vida. Después de unas jugadas el equipo de Crewe toma las riendas nuevamente avanzando bastante en el marcador, el público sabe que el equipo de los prisioneros está jugando verdaderamente con el corazón por lo que empiezan a animarlos, ya que anteriormente solo recibían abucheos por parte de estos, (sin mencionar que un árbitro estaba a favor de los guardias), Warden se desespera al grado de decirle a Knauer que detenga al equipo de Crewe, pero incluso el capitán Knauer sabe que el equipo de Crewe es muy superior al suyo, los prisioneros están empatados con los guardias pero un último movimiento de Crewe les da la victoria a los internos, Knauer felicita a Crewe por el juego y le da su total apoyo en su defensa por la muerte de Caretaker, Warden queda completamente humillado ya que Knauer y sus hombres han sido ridiculizados por Crewe y los reclusos.
Warden ve a Crewe caminar rumbo a la salida del campo por donde salían los aficionados, este usa ese pretexto para decirle a Knauer que le dispare. Pero resulta que Crewe solamente fue a recoger el balón del juego, para luego entregárselo a Warden como recuerdo, Crewe se retira con Nate conversando que deben encontrar a Unger para que Switowski (Bob Sapp) le dé una "pequeña lección".
Al final Deacon junto con Joey Battle (Bill Goldberg) bañan a Warden con Gatorade, Wandern les dice que los encerrara una semana en "la Caja" a lo que Joey y Deacon le responden: "a quien le importa".

## Comentario
Nueva versión del clásico "El rompehuesos" (1974) dirigida por Robert Aldrich y protagonizada por Burt Reynolds (Heat, Una banda de cuidado), que vuelve a aparecer en esta adaptación en calidad de entrenador recluso. Dirigida por Peter Segal (Ejecutivo agresivo, 50 primeras citas), especialista en comedias sobre deporte como "El aguador" cuenta con las actuaciones de los cómicos Adam Sandler (Spanglish) y Chris Rock (Dogma). En la cinta además, salen los jugadores de la NFL y ganadores de la Superbowl, Michael Irvin y Bill Romanowski, "Stone Cold" Steve Austin exluchador de la WWF y WWE, Kevin Nash exluchador de la WWF, Bill Goldberg exluchador de la WCW y la WWE y "The Great Khali", exluchador de la WWE.
Michael Irvin quien interpreta el papel de Deacon Moss verdaderamente fue un reconocido jugador de fútbol americano de 1988 al año 1999, jugó en la posición de receptor y miembro del Salón de la Fama de la NFL. Michael jugó toda su carrera con el equipo de los Dallas Cowboys donde formó junto a dos compañeros, Troy Aikman y Emmitt Smith, un trío de jugadores ofensivos clave en la conquista de 3 títulos de Super Bowl para los Cowboys.
Terry Crews también fue un jugador de fútbol americano de la NFL jugando las posiciones de ala defensivo y linebacker.
Esta película tiene una gran mayoría de elementos y situaciones bastante similares a la adaptación británica de la primera versión de Golpe Bajo llamada en Latinoamérica "Tiro penal"(2001),("Mean Machine" es el título original inglés, que es el mismo nombre del equipo estelar), donde la situación es idéntica a "Golpe Bajo: el juego final", pero en este caso el partido es de fútbol soccer en lugar de fútbol americano.

## Reparto
- Adam Sandler – Paul Crewe
- Burt Reynolds – Nate Scarborough
- Chris Rock – Farrell Caretaker
- Gregory Smith - Daniel "Danny" Crewe
- Nelly – Earl Meggett
- Michael Irvin – Deacon Moss
- Bill Goldberg – Joey Battle
- Terry Crews – Cheeseburger Eddy
- Bob Sapp – Switowski
- Nicholas Turturro – Brucie
- Dalip "The Great Khali" Singh Rana – Turley
- Lobo Sebastian – Torres
- Joey Diaz – Big Tony
- Steve Reevis – Silent Bob
- David Patrick Kelly – Unger
- Tracy Morgan – Ms. Tucker
- Edward Bunker – Skitchy
- William Fichtner – Capt. Knauer
- Bill Romanowski – Guard Lambert
- Kevin Nash – Sgt. Engleheart
- "Stone Cold" Steve Austin – Guard Dunham
- Brian Bosworth – Guard Garner
- Michael Papajohn – Guard Papajohn
- Conrad Goode – Guard Webster
- Brandon Molale – Guard Malloy
- Todd Holland – Guard Holland
- James Cromwell – Warden Hazen
- Cloris Leachman – Lynette
- Rob Schneider – Patrick
- Courteney Cox – Lena

- Datos: Q1131669